# Завод хімії хлору у Дзержинську
Завод хімії хлору у Дзержинську — колишній виробничий майданчик хімічного спрямування, що діяв у Нижньогородській області Росії.

## Виробництво хімічної зброї
У середині 1930-х років у Дзержинську (за два десятки кілометрів на захід від Горького) почали зводити підприємство для випуску хімічної зброї, відоме як завод № 96. У 1939-му запустили базове виробництво, яке здійснювало електроліз хлориду натрію з отриманням хлору, каустичної соди та водню. Сіль для електролізу доправляли водним транспортом до пристані в пониззі Оки, звідки транспортували на завод по вузькоколійній залізниці завдовжки біля 5 кілометрів. Також облаштували подачу з Горького газів нафтопереробки, з яких було можливо вилучати етилен та пропілен.
Хоча хлор вже сам по собі може вважатись хімічною зброєю, у Дзержинську він був лише сировиною для отримання інших отруйних речовин:
- класичний етиловий іприт («іприт Левінштейна»), який отримували реакцію етилену та дихлориду сірки;
- стійкий до низьких температур етил-пропіловий іприт («іприт Зайкова»), що був сумішшю продуктів реакцій дихлориду сірки як з етиленом, так і з пропіленом;
- люїзіт, синтез якого відбувається з ацетилену та трихлориду арсену.
Як наслідок, окрім хлору та олефінів майданчик потребував сірку, яку в ті часи у СРСР виробляли копальні Алєксєєвська (Самарська області), Шор-Су (Узбекистан), Гаурдак, Каракум (обидві — Туркменістан), Чангир-Таш (Киргизстан), та арсен, який продукували в Свірську (Іркутска область), Ново-Троїцьку, Карабаші (обидва — Челябінська область), Такелі (Таджикистан), Брічмуллі (Узбекистан). Карбід кальцію для виробництва ацетилену постачав розташований в тому ж Дзержинську Чєрнорєчінський хімічний завод.
З 1941 по 1945 роки виробили 3,4 тисячі тонн «іприту Левінштейна» (випуск припинено в 1942-му), 47,4 тисячі тонн «іприту Зайкова» та 15,9 тисячі тонн люізіту, 4,9 тисячі тонн суміші «іприту Левінштейна» та 23,3 тисячі тонн суміші «іприту Зайкова» та люізіту.
Станом на 1948-й майданчки міг випускати 29 тисяч тонн «іприту Зайкова» та 13 тисяч тонн люїзіту на рік.
Також можливо відзначити, що в документах іприт шифрували як «троліт» (справжній троліт — це негорючий целулоїд), а люїзіт як «персіл».

## Інші виробництва електролізного напрямку
Наявність на майданчику продуктів електролізу та олефінів дозволило одночасно з випуском хімічної зброї продукувати ряд інших продуктів, як то:
- в тому ж 1939-му запустили виробництво похідної хлору та етилену — дихлоретану. В подальшому цей продукт використовувався для продукування вибухівки, а дегідрогалогенування дихоретану дозволяло отримати вінлхлорид, який був одним з шляхів до виробництва антидетонувальної присадки — тетраетилсвинцю (можливо відзначити, що поряд у Горькому діяв завод з виробництва авіаційного пального, яке якраз і вимагало якмога вищого октанового числа). Випуск мономеру вінлхлориду дозволив з 1944-го продукувати полівінілхлорид;
- соляної кислоти, що є результатом реакції отриманих під час електролізу хлору та водню;
- хлоретану, який можливо отримати реакцією соляної кислоти та етилену. В подальшому хлоретан постачали сусідньому заводу для продукування все того ж тераетилсвинцю;
- наприкінці 1941-го розпочали електроліз розплаву хлориду натрію та хлориду калію на свинцевому катоді, що дозволяло отримувати потрійний сплав натрій-калій-свинець — інший базовий компонент для тетраетилсвинцю;
- в 1949-му почали випуск хлорованого полівінілхлориду (перхлорвінілової смоли);
- в 1949 році ввели в дію обладнання для виробництва капролактаму, вивезене з германського заводу в Лойна. Воно використовувало фенольну технологію, першим етапом якої було гідрування фенолу за допомогою водню — одного з основних продуктів електролізу. Фенол отримували з сусіднього заводу оргскла, де того ж року запустили виробництво фенолу та ацетону кумольним методом;
- в якийсь момент почали продукувати трихлоретилен (відомо, що в першій половині 1970-х з хімічного заводу в Усол'ї-Сибірському до Дзержинську постачали сировину — тетрахлоретан).

## Виробництва олефінового напряму
Враховуючи тісний зв'язок майданчику з олефінами, він на тимчасовій чи постійній основі мав такі виробництва, як:
- організований під час радянсько-германської війни випуск ізопропанолу (продукт гідратації пропілену), який постачався сусідньому заводу органічного бронескла для продукування ацетону (що було викликане перебоями з поставками з Грозненського ацетон-бутілового заводу). Втім, як нещодавно зазначалось, вже невдовзі після закінчення війни завод оргскла розпочав виробництво ацетону кумольним методом, який дозволяв напряму використовувати пропілен;
- наявність на майданчику етилену дозволила в 1945-му розпочати випуск оксиду етилену, а наступного року запустили виробництво етиленгліколів. Наразі завод оксиду етилену та гліколів є найбільшим діючим «нащадком» колишнього заводу № 96.
При цьому зростання потреби в олефінах призвело до спорудження спеціалізованої піролізної установки, а на початку 1980-х її замінили поставки по етиленопроводу Кстово — Дзержинськ та пропіленопроводу Кстово — Дзержинськ.

## Подальший розвиток та закриття майданчику
У 1970-х суттєво розширили напрямок полівінілхлориду та почали випускати його методом полімеризації у масі (до того використовували лише суспензійний метод).
У 1980-х роках закрили виробництво капролактаму (хоча майданчик продовжив носити офіційну назву «Капролактам»).
У 1990-х роках на тлі краху планової економіки завод потрапив у кризу, з нього виділили виробництво оксиду етилену та гліколів, а в 2000-му майданчик опинився під контролем холдингу «Сибур», який володів постачальником олефінів — піролізною установкою у Кстово.
Станом на початок 2010-х майданчик все ще випускав хлор, каустичну соду, гіпохлорит натрію, дихлоретан, мономер вінілхлориду та полвівнілхлорид. Втім, застарілі технологія та обладнання електролізу призвели до рішення закриття майланчику в 2013 році (натомість «Сибур» запустив сучасне виробництво вінілхлориду у Кстово).